# Clásica de Ordizia 2018
La 95.ª edición de la clásica ciclista Clásica de Ordizia fue una carrera en España que se celebró el 25 de julio de 2018 sobre un recorrido de 165,7 kilómetros con inicio y final en la ciudad de Ordizia.
La carrera formó parte del UCI Europe Tour 2018, dentro de la categoría 1.1, y fue ganada por el australiano Robert Power del Mitchelton-Scott. El británico Simon Yates, también del Mitchelton-Scott, y el letón Krists Neilands del Israel Cycling Academy, segundo y tercer clasificado respectivamente, completaron el podio.

## Equipos participantes
Tomaron parte en la carrera 13 equipos: 2 de categoría UCI WorldTeam; 4 de categoría Profesional Continental; y 7 de categoría Continental. Formando así un pelotón de 90 ciclistas de los que acabaron 58. Los equipos participantes fueron:
| WorldTeams (2)- Movistar Team - Mitchelton-Scott Equipos continentales profesionales (4)- Euskadi Basque Country-Murias - Delko-Marseille Provence-KTM - Caja Rural-Seguros RGA - Burgos-BH Equipos continentales (7)- Team Ukyo - Dare Gaviota - Inteja Dominican Cycling Team - Interpro Stradalli - Massi-Kuwait Team - Polartec-Kometa - Fundación Euskadi |
| |

## Clasificación final
- Las clasificaciones finalizaron de la siguiente forma:[3]

| \| Clasificación general \| Clasificación general \| Clasificación general \| Clasificación general \| Clasificación general \| \| Ciclista \| Ciclista \| Equipo \| Tiempo \| \| \| --------------------- \| --------------------------- \| ---------------------------- \| --------------------- \| --------------------- \| \| 1.º \| Robert Power \| Mitchelton-Scott \| 3 h 46 min 36 s \| \| \| 2.º \| Simon Yates \| Mitchelton-Scott \| + 0 s \| \| \| 3.º \| Krists Neilands \| Israel Cycling Academy \| + 37 s \| \| \| 4.º \| Fernando Barceló \| Euskadi-Murias \| + 37 s \| \| \| 5.º \| Antonio Pedrero \| Movistar Team \| + 37 s \| \| \| 6.º \| Juan Antonio López-Cózar \| Fundación Euskadi \| + 41 s \| \| \| 7.º \| Diego Rubio \| Burgos-BH \| + 2 min 37 s \| \| \| 8.º \| Nikolay Mihaylov \| Delko-Marseille Provence-KTM \| + 2 min 37 s \| \| \| 9.º \| Rubén Plaza \| Israel Cycling Academy \| + 2 min 37 s \| \| \| 10.º \| Awet Gebremedhin Andemeskel \| Israel Cycling Academy \| + 2 min 37 s \| \| |                             |                              |                 |
| |                             |                              |                 |
| Fuente: ProCyclingStats |                             |                              |                 |
| Clasificación general |                             |                              |                 |
| Ciclista | Ciclista                    | Equipo                       | Tiempo          |
| 1.º | Robert Power                | Mitchelton-Scott             | 3 h 46 min 36 s |
| 2.º | Simon Yates                 | Mitchelton-Scott             | + 0 s           |
| 3.º | Krists Neilands             | Israel Cycling Academy       | + 37 s          |
| 4.º | Fernando Barceló            | Euskadi-Murias               | + 37 s          |
| 5.º | Antonio Pedrero             | Movistar Team                | + 37 s          |
| 6.º | Juan Antonio López-Cózar    | Fundación Euskadi            | + 41 s          |
| 7.º | Diego Rubio                 | Burgos-BH                    | + 2 min 37 s    |
| 8.º | Nikolay Mihaylov            | Delko-Marseille Provence-KTM | + 2 min 37 s    |
| 9.º | Rubén Plaza                 | Israel Cycling Academy       | + 2 min 37 s    |
| 10.º | Awet Gebremedhin Andemeskel | Israel Cycling Academy       | + 2 min 37 s    |

## UCI World Ranking
El Clásica de Ordizia otorga puntos para el UCI Europe Tour 2018 y el UCI World Ranking, este último para corredores de los equipos en las categorías UCI WorldTeam, Profesional Continental y Equipos Continentales. Las siguientes tablas muestran el baremo de puntuación y los 10 corredores que obtuvieron más puntos:
| Posición              | 1.º | 2.º | 3.º | 4.º | 5.º | 6.º | 7.º | 8.º | 9.º | 10.º | 11.º | 12.º | 13.º-15.º | 16.º-25.º |
| Clasificación general | 125 | 85  | 70  | 60  | 50  | 40  | 35  | 30  | 25  | 20   | 15   | 10   | 5         | 3         |

| 1.º  | Robert Power             | Mitchelton-Scott              | 125 |
| 2.º  | Simon Yates              | Mitchelton-Scott              | 85  |
| 3.º  | Krists Neilands          | Israel Cycling Academy        | 70  |
| 4.º  | Fernando Barceló         | Euskadi Basque Country-Murias | 60  |
| 5.º  | Antonio Pedrero          | Movistar                      | 50  |
| 6.º  | Juan Antonio López-Cózar | Euskadi                       | 40  |
| 7.º  | Diego Rubio              | Burgos-BH                     | 35  |
| 8.º  | Nikolay Mihaylov         | Delko Marseille Provence KTM  | 30  |
| 9.º  | Rubén Plaza              | Israel Cycling Academy        | 25  |
| 10.º | Awet Gebremedhin         | Israel Cycling Academy        | 20  |